# Użytek gruntowy
Użytek gruntowy – wykazywany w ewidencji gruntów i budynków podział gruntów na rodzaje ze względu na faktyczny sposób użytkowania lub zagospodarowania.
Ciągły obszar gruntu w granicach obrębu ewidencyjnego, wyodrębniony ze względu na faktyczny sposób użytkowania lub zagospodarowania stanowi kontur użytku gruntowego.
Kryteria zaliczania gruntów do poszczególnych użytków gruntowych określa Rozporządzenie Ministra Rozwoju, Pracy i Technologii z dnia 27 lipca 2021 r. w sprawie ewidencji gruntów i budynków (Dz.U. z 2024 r. poz. 219).

## Klasyfikacja użytków gruntowych
| Grupa (kategoria gruntu)                                             | Rodzaj użytku gruntowego                                  | Rodzaj użytku gruntowego                             | Oznaczenie rodzaju według EGiB (OFU)           |
| -------------------------------------------------------------------- | --------------------------------------------------------- | ---------------------------------------------------- | ---------------------------------------------- |
| Grunty rolne                                                         | użytki rolne                                              |                                                      |                                                |
| Grunty rolne                                                         | użytki rolne                                              | grunty orne                                          | R                                              |
| Grunty rolne                                                         | użytki rolne                                              | sady                                                 | S                                              |
| Grunty rolne                                                         | użytki rolne                                              | łąki trwałe                                          | Ł                                              |
| Grunty rolne                                                         | użytki rolne                                              | pastwiska trwałe                                     | Ps                                             |
| Grunty rolne                                                         | użytki rolne                                              | grunty rolne zabudowane                              | Br                                             |
| Grunty rolne                                                         | użytki rolne                                              | grunty pod stawami                                   | Wsr                                            |
| Grunty rolne                                                         | użytki rolne                                              | grunty pod rowami                                    | W                                              |
| Grunty rolne                                                         | użytki rolne                                              | grunty zadrzewione i zakrzewione na użytkach rolnych | Lzr                                            |
| Grunty rolne                                                         | nieużytki                                                 | nieużytki                                            | N                                              |
| Grunty leśne                                                         |                                                           |                                                      |                                                |
| lasy                                                                 | lasy                                                      | Ls                                                   |                                                |
| grunty zadrzewione i zakrzewione                                     | grunty zadrzewione i zakrzewione                          | Lz                                                   |                                                |
| Grunty zabudowane i zurbanizowane                                    |                                                           |                                                      |                                                |
| tereny mieszkaniowe                                                  | tereny mieszkaniowe                                       | B                                                    |                                                |
| tereny przemysłowe                                                   | tereny przemysłowe                                        | Ba                                                   |                                                |
| inne tereny zabudowane                                               | inne tereny zabudowane                                    | Bi                                                   |                                                |
| zurbanizowane tereny niezabudowane lub w trakcie zabudowy            | zurbanizowane tereny niezabudowane lub w trakcie zabudowy | Bp                                                   |                                                |
| tereny rekreacyjno-wypoczynkowe                                      | tereny rekreacyjno-wypoczynkowe                           | Bz                                                   |                                                |
| użytki kopalne                                                       | użytki kopalne                                            | K                                                    |                                                |
| tereny komunikacyjne                                                 |                                                           |                                                      |                                                |
| drogi                                                                | dr                                                        |                                                      |                                                |
| tereny kolejowe                                                      | Tk                                                        |                                                      |                                                |
| inne tereny komunikacyjne                                            | Ti                                                        |                                                      |                                                |
| grunty przeznaczone pod budowę dróg publicznych lub linii kolejowych | Tp                                                        |                                                      |                                                |
| Użytki ekologiczne                                                   |                                                           |                                                      | E-Ws E-Wp E-Ls E-Lz E-N E-Ps E-R E-Ł E-Lzr E-W |
| Grunty pod wodami                                                    |                                                           |                                                      |                                                |
| grunty pod morskimi wodami wewnętrznymi                              | grunty pod morskimi wodami wewnętrznymi                   | Wm                                                   |                                                |
| grunty pod wodami powierzchniowymi płynącymi                         | grunty pod wodami powierzchniowymi płynącymi              | Wp                                                   |                                                |
| grunty pod wodami powierzchniowymi stojącymi                         | grunty pod wodami powierzchniowymi stojącymi              | Ws                                                   |                                                |
| Tereny różne                                                         |                                                           |                                                      | Tr                                             |